# Shawsheen Indians
Shawsheen Indians is een voormalige Amerikaanse voetbalclub uit Andover, Massachusetts. De club werd opgericht in 1923 en opgeheven in 1926. De club speelde één seizoen in de American Soccer League. Hierin werd geen aansprekend resultaat behaald.

## Gewonnen prijzen
- National Challenge Cup
  - Winnaar (1): 1925